# Pont de l'Europe (Laval)
Pour les articles homonymes, voir Pont de l'Europe.
Le pont de l'Europe est un pont construit sur la Mayenne à Laval. Il date de 1968 et c'est l'avant-dernier pont construit à Laval, avant le pont de Pritz. Il se trouve dans le centre-ville.
Le pont de l'Europe fait communiquer la rue Crossardière, rive gauche, avec le cours de la Résistance et la rue du Vieux-Saint-Louis rive droite.
Le pont a été construit de 1967 à avril 1968, alors que la circulation automobile à Laval augmentait fortement. La ville ne comptait alors que trois ponts routiers sur la Mayenne. Le pont de l'Europe se trouve par ailleurs à l'emplacement d'une passerelle construite par l'armée américaine après la Libération de la ville le 6 août 1944. Cette passerelle remplaçait le pont Aristide-Briand, qui avait été dynamité par les Allemands.
Le pont fait 65 mètres de long et 15 mètres de large. Son tablier est constitué de deux poutres rectangulaires et de trois dalles. Il repose sur quatre piles construites sur la roche, à 4 mètres de profondeur.